# 1946年のラジオ (日本)
1946年のラジオ (日本)では、1946年の日本のラジオ番組、その他ラジオ界の動向について記す。

## 主なその他ラジオ関連の出来事
- 9月1日 - NHKが新潟、静岡、松江、岡山、松山、福岡でラジオ第2放送を開始。
- 9月15日 - NHKが秋田でラジオ第2放送を開始。

## 開始番組

### 1946年1月放送開始
日本放送協会第1放送
- 7日 - 労働ニュース[1]
- 15日 
  - 復員だより[1]
  - 読書案内[1]
- 16日 - 学生の時間[1]
- 19日 - のど自慢素人音楽会[1]

### 1946年2月放送開始
日本放送協会第1放送
- 1日 - 英語会話[1]
- 22日 - 日響の時間

### 1946年3月放送開始
NHKラジオ第1放送
- 5日 - 民主主義講座[1]

### 1946年4月放送開始
NHKラジオ第1放送
- 20日 - 放送討論会[1]

### 1946年5月放送開始
NHKラジオ第1放送
- 1日 
  - 市民の時間[2]
  - 録音ニュース[2]
  - 明日の市民[2]
  - ラジオ歌謡[2]
- 2日 
  - 名匠演奏
  - 経営者の時間[2]
- 7日
  - 勤労者の時間[3]
  - 連続放送劇 井田家の一とき[3]

### 1946年6月放送開始
NHKラジオ第1放送
- 23日 - 今週の議会から[2]

### 1946年7月放送開始
NHKラジオ第1放送
- 1日 - 尋ね人[2]
- 2日 - スポーツニュース[2]
- 16日 - 連続放送劇 我が家の平和
- 19日 - 世界の動き

NHKラジオ第2放送
- 16日 
  - カレント・イングリッシュ
  - 物語
- 20日 
  - 浪花節
  - 放送音楽会

### 1946年8月放送開始
NHKラジオ第1放送
- 22日 - 炭坑へ送る夕[2]

### 1946年9月放送開始
NHKラジオ第1放送
- 3日 
  - 市民の時間
  - 県民の時間
- 16日 - 漁村へ送る夕[2]

### 1946年10月放送開始
NHKラジオ第1放送
- 26日 - ラジオ民衆学校[4]

### 1946年12月放送開始
NHKラジオ第1放送
- 3日 - 話の泉[4]

## 番組名改題
- 5月 - 街頭録音（NHKラジオ第1、『街頭にて』より）